# Lastovičia diera
Lastovičia diera (pol. Jaskółcza Dziura) – jaskinia krasowa na terenie Krasu Słowacko-Węgierskiego, w Wewnętrznych Karpatach Zachodnich na Słowacji. Bodaj najłatwiej dostępna jaskinia Płaskowyżu Pleszywskiego (słow. Plešivská planina).

## Położenie
Znajduje się w centralnej części Płaskowyżu Pleszywskiego, w zboczu częściowo zarośniętego leja krasowego, głębokiego na 12 m. Kierują ku niej specjalne znaki w postaci żółtej litery „C” (ang. „cave”), odgałęziające się od odległego o ok. 250 m żółto znakowanego szlaku turystycznego.

## Geologia i morfologia
Jej wlot jest wysoki na 9 m, lecz jaskinia nie imponuje wielkością, bo sięga ledwo 15 m „w głąb ziemi”. Poza tym jest zupełnie pozbawiona szaty naciekowej. Powstała poprzez zawalenie się stropu podziemnej pustki, o czym świadczą luźne skalne bloki w jej części wstępnej.

## Historia eksploatacji
Jaskinia znana od dawna miejscowej ludności. W roku 1955 zbadał ją rożniawski speleolog Viliam Rozložník (1920-1959) który przypuszczał, że przez zasypany gruzem koniec korytarza będzie można się dostać do głębszych partii, być może łączących się z położoną 250 m dalej jaskinią Mačacia diera i nieodległą przepaścią Zombor. Prób przekopania gruzowiska dotychczas nie prowadzono.